# Hipokalijemija
Hipokalijemija je stanje u kome je koncentracija kalijuma (K+) u krvi niska. Normalni serumski nivo kalijuma je 3.5 do 5.5 mEq/L; dok je u plazmi 0.5 mEq/L niži. Normalni nivoi kalijuma u plazmi su 3.5 to 5.0 mEq/L. Najmanje 95% telesnog kalijuma se nalazi u unutar ćelija, dok je ostatak u krvi. Ovaj koncentracioni gradijent se održava prvenstveno pomoću Na+/K+ pumpi.

## Spoljašnje veze
- Hypokalijemija
- : nizak kalijum

|  | Molimo Vas, obratite pažnju na važno upozorenje u vezi sa temama iz oblasti medicine (zdravlja). |